# Prasinocyma hadrata
Prasinocyma hadrata là một loài bướm đêm trong họ Geometridae.